# Christian Feddersen
Christian Feddersen (16. juli 1786 i Vester Snattebøl – 12. januar 1874 i Frederiksstad) var uddanet teolog og ansat som præst i de sydslesvigske byer Fartoft, Nibøl og senere i Nørre Haksted. 
Han spillede en afgørende rolle i den nordfrisiske bevægelse i 1900-tallet. Han havde læst både Herder og Grundtvig og udgav i 1845 skriftet Fem ord til nordfriserne. Heri talte han for et samlet nordfrisisk samfund, der skulle fastholde sin egen kultur og sit eget sprog på lige fod med danskerne og tyskerne i Sønderjylland. Hans opfordring var Hold ikke op med at være frisere!. Men hans vision om nordfriserne som en selvstændig folkegruppe blev ikke hørt. 